# Baltoji Vokė
Baltoji Vokė (polaco: Biała Waka) es una ciudad de Lituania, capital de la seniūnija homónima en el municipio-distrito de Šalčininkai de la provincia de Vilna.
En 2011, la ciudad tenía una población de 1101 habitantes, de los cuales 640 eran étnicamente polacos, 261 lituanos y 124 rusos.
La zona donde se asienta la ciudad pertenecía hasta el siglo XX al vecino pueblo de Žagarinė, en cuyo entorno comenzó a extraerse turba unos años antes de la Segunda Guerra Mundial. El área minera adquirió mayor importancia tras la guerra, al construirse en la zona la central térmica de Vilna. En la década de 1950 comenzó a construirse aquí una fábrica de turba, que dio lugar a un asentamiento para los trabajadores conocido como  "Naująja Žagarine" ("Nuevo Žagarine"). En 1958 se le reconoció su estatus urbano y adoptó su actual topónimo.
Se ubica unos 10 km al sur de la capital nacional Vilna, con la cual está conectada a través de la carretera 202.